# Ernst Gartmann
Ernst Gartmann (* 17. Dezember 1905 in Valens, in der Gemeinde Pfäfers; † 1983) war ein Musiker, Jodler und Dirigent aus dem Schweizer Kanton St. Gallen.
In Valens, wo er aufwuchs, nahm er Klavier- und Orgelunterricht. Von Beruf war er Lehrer. Als Dirigent leitete er Kirchenchöre in Wangs, Weisstannen, Bernhardzell und Bad Ragaz. An 9 eidgenössischen Jodlerfesten war er Kampfrichter. Er war auch als Komponist und Arrangeur tätig.
1979 wurde er mit dem Goldenen Violinschlüssel ausgezeichnet, der in der Schweiz als die höchste Auszeichnung auf dem Gebiet der Volksmusik gilt. Er arbeitete auch im Vorstand des Eidgenössischen Jodlerverbandes mit und war Redaktor der Vereinszeitung.